# ناعذرخواهانه
غيرقابل بخشش (به انگلیسی: Unapologetic) یک آلبوم از ریانا است که در ۱۹ نوامبر ۲۰۱۲ منتشر شد.
این آلبوم در چارت‌های بریتانیا، نروژ، ایرلند، سوئیس، کانادا در رتبه اول و در چارت‌های هلند، استرالیا، ایتالیا، والونیا، دانمارک، فرانسه، اتریش، فلاندرز، آلمان، نیوزلند، اسپانیا جزو ده آلبوم اول قرار گرفت.